# ベルガモ・オーリオ・アル・セーリオ空港
ベルガモ・オーリオ・アル・セーリオ空港（ベルガモ・オーリオ・アル・セーリオくうこう、伊: Aeroporto di Bergamo-Orio al Serio）は、イタリア共和国ベルガモ市郊外のオーリオ・アル・セーリオにある国際空港。別名イル・カラヴァッジオ国際空港（イル・カラヴァッジオこくさいくうこう、英語: Il Caravaggio International Airport）。
2011年3月23日、ベルガモ県ゆかりの有名な画家カラヴァッジオ (il Caravaggio、本名はミケランジェロ・メリージ）にちなみ、 "Il Caravaggio International Airport Bergamo Orio al Serio" が正式名称となった。

## 概要
ベルガモ市街地から5kmほど南東に離れたオーリオ・アル・セーリオに位置する空港。ミラノまでは約45kmと、ミラノ・マルペンサ国際空港からミラノまでの距離（40km程度）とほぼ変わらない。そのためライアンエアーなど欧州の格安航空会社が乗り入れており、マルペンサ空港、リナーテ空港に次ぐミラノの第三空港としての役割を担う。
空港の運営を担う企業体であるSACBO（Società per l'Aeroporto Civile di Bergamo Orio al Serio）には、マルペンサ空港及びリナーテ空港を運営するSEAが30.98%、ベルガモに本社を置く金融機関UBIバンカが17.89%を出資し、残りを自治体等が出資している。
2015年の年間利用者数は1000万人を超え、イタリアではリナーテ空港を上回りフィウミチーノ空港、マルペンサ空港に次いで3番目に利用者が多い空港となっている。

## 就航航空会社
- エア・アラビア
- カイロ航空
- アリタリア-イタリア航空
- ブルーパノラマ航空
- ブルーエア
- ブリティッシュ・エアウェイズ
- アーネスト航空
- ラウダモーション
- ペガサス航空
- ポベダ航空（英語版、ロシア語版）
- ライアンエアー
- タロム航空
- ウクライナ国際航空
- ウィズエアー

## 利用状況
| 年   | 利用者数（人）      | 発着回数（回）  | 貨物（トン）     |
| ---- | ------------------- | --------------- | ---------------- |
| 2005 | 4,356,143           | 51,635          | 136,339          |
| 2006 | 5,244,794 (+20.4%)  | 56,358 (+9.1%)  | 140,630 (+3.1%)  |
| 2007 | 5,741,734 (+9.5%)   | 61,364 (+8.9%)  | 134,449 (-4.4%)  |
| 2008 | 6,482,590 (+12,9%)  | 64,390 (+4,9%)  | 122,398 (-9,0%)  |
| 2009 | 7,160,008 (+10,4%)  | 65,314 (+1,4%)  | 100,354 (-18,0%) |
| 2010 | 7,661,061 (+7,2%)   | 67,167 (+6,3%)  | 106,050 (+6,5%)  |
| 2011 | 8,419,948 (+9,7%)   | 71,514 (+5,7%)  | 112,556 (+5,3%)  |
| 2012 | 8,801,392 (+5.5%)   | 72,420 (+4.3%)  | 116,730 (+4.0%)  |
| 2013 | 8,882,611 (+0.9%)   | 69,974 (-3.4%)  | 115,950 (-0.7%)  |
| 2014 | 8,696,085 (-2.1%)   | 66,390 (-5.1%)  | 122,488 (+5.6%)  |
| 2015 | 10,404,625 (+18.6%) | 76,078 (+12.4%) | 121,045 (-1.8%)  |

## 交通
ミラノ中央駅及びベルガモ駅へのバスが運行されている。アウトストラーダA4に隣接しており、ミラノ及びブレシアからの自家用車によるアクセスも良好である。